# Iris arenaria
Iris arenaria är en irisväxtart som beskrevs av Franz de Paula Adam von Waldstein-Wartemberg och Pál Kitaibel. Iris arenaria ingår i släktet irisar, och familjen irisväxter. Inga underarter finns listade i Catalogue of Life.